# Alfred Dahl
Alfred Dahl (* 5. März 1916 in Erfurt; † 7. November 2011) war ein deutscher Polizeioffizier und SED-Funktionär. Er war Chef der Bezirksbehörden der Deutschen Volkspolizei (BDVP) Magdeburg und Leipzig.

## Leben
Dahl, Sohn einer Arbeiterfamilie, erlernte nach dem Besuch einer Erfurter Volksschule bis 1933 den Beruf eines Dachdeckers und arbeitete anschließend im Beruf. Im gleichen Jahr, als seine Mutter der KPD beitrat, wurde er Mitglied des Jungspartakusbundes. 
Zu Beginn des Zweiten Weltkrieges wurde er zu einer Eisenbahnbaukolonne der Wehrmacht eingezogen und musste in Polen, Frankreich, Spanien, der Sowjetunion und Italien Schienen verlegen, Brücken bauen und zerstörte Bahnhöfe instand setzen. Über Belgien und Holland brachte ihn der Krieg schließlich ins Rheinland zurück. Seit Dezember 1944 befand er sich in einem Lazarett in Hanau und setzte sich im April 1945 ab. Er schlug sich bis nach Weißensee in Thüringen durch, wo seine Verlobte Uschi wohnte, die er 1942 per Feldpost kennengelernt hatte. Zwei Tage später wurde Weißensee von amerikanischen Truppen besetzt. Er geriet in US-amerikanische Kriegsgefangenschaft, die er bis Juni 1945 in Bad Kreuznach verbrachte. 
Nach seiner Rückkehr nach Erfurt arbeitete er zunächst als Dachdecker. Von dem Erfurter Oberbürgermeister Hermann Jahn wurde er zur Polizei geworben und trat am 1. November 1945 seinen Dienst als Angehöriger der Deutschen Volkspolizei an. Nach vierwöchiger Ausbildung an der Thüringer Landespolizeischule wurde er dem 3. Erfurter Polizeirevier zugeteilt und verrichtete zunächst Streifendienst. Am 1. Januar 1946 übernahm er als Wachtmeister den Gruppenposten in Gispersleben. Im April 1946 wurde er Mitglied der SED. Im Oktober 1946 wurde er zum Leutnant und stellvertretenden Polizeidirektor von Langensalza ernannt und im Juni 1947 Leiter der VP-Kreisdirektion Langensalza. Nach dem viermonatigen Besuch der Höheren Polizeischule in Berlin wurde er zum Polizeirat befördert und als Leiter der VP-Kreisdirektion Gotha eingesetzt. Schon einen Monat später erfolgte seine Beförderung zum Oberpolizeirat und Einsetzung als Leiter des VP-Kreisamtes Saalfeld. Nach Gründung der DDR ging er im Oktober 1949 in gleicher Funktion nach Arnstadt und 1950 nach Jena. Mit der Bildung von Bezirken in der DDR und der Schaffung von Bezirksbehörden der DVP Mitte 1952 wurde er schließlich erster Chef der BDVP Suhl im Rang eines VP-Inspekteurs. Von August 1953 bis 1960 war er Chef der BDVP Magdeburg (Nachfolger des abgesetzten Chefinspekteurs Herbert Paulsen). Bei Umstellung der Polizei-Dienstgrade am 15. Juli 1957 erhielt er den Rang eines Obersten der VP. 1960 besuchte er erneut die Höhere Polizeischule in Berlin und anschließend die Militärakademie Friedrich Engels in Dresden. Von 1962 bis 1972 war er Chef der BDVP Leipzig (Nachfolger von Oberst Fritz Hoppe). Gleichzeitig war er Abgeordneter des Bezirkstages Leipzig, Mitglied der SED-Bezirksleitung, Vorsitzender der Bezirksorganisation der Sportvereinigung Dynamo sowie Mitglied des Kollegiums beim Ministerium des Innern. Auf Beschluss des Ministerrates der DDR wurde er am 1. Juli 1964 zum Generalmajor ernannt.
Im Jahr 1972 endete seine Dienstzeit, er lebte zunächst als Veteran weiter in Leipzig und zuletzt in Wildau bei Königs Wusterhausen.

## Auszeichnungen
- 30. Juni 1955 Vaterländischer Verdienstorden in Bronze und 1976 in Gold
- 1964 Artur-Becker-Medaille in Gold
- 1968 Ehrentitel Verdienter Volkspolizist der Deutschen Demokratischen Republik